# Виконт Херефорд
Виконт Херефорд (англ. Viscount Hereford) — старинный аристократический титул в пэрстве Англии. Первый виконт Англии.

## История
Семья Деверё имеет французско-норманнское происхождение и прибыла в Англию после норманнского завоевания в 1066 году — эта ветвь владела Лайоншоллом и Боденхэмом, Херефордшир, как их основными поместьями. Сэр Уолтер Деверё (умер в 1485 году) женился на Анне Феррерс, 8-й баронессе Феррерс из Чартли (умерла в 1469 году) (более раннюю историю этого титула смотрите в статье барон Феррерс из Чартли). Он был вызван в парламент как лорд Феррерс Чартли по её праву. Деверё был убит в битве при Босворте в 1485 году, сражаясь на стороне короля Генриха VII. Их сын, девятый барон, женился на Сесили, дочери Уильяма Буршье, виконта Буршье, сына Генри Буршье, 1-го графа Эссекса и 5-го барона Буршье) (см. статью барон Буршье для получения дополнительной информации о семье Буршье). Ему наследовал его сын, девятый барон, который с отличием служил во французских войнах короля Генриха VIII и был удостоен чести в 1550 году, когда он был назначен виконтом Херефордом в пэрстве Англии.

## Виконты Херефорд (1550 год)
- Уолтер Деверё, 1-й виконт Херефорд (1489—1558);
- Уолтер Деверё, 2-й виконт Херефорд (1539—1576) (граф Эссекс с 1572 года).

## Графы Эссекс (1572 год)
- Уолтер Деверё, 1-й граф Эссекс, 2-й виконт Херефорд (1539—1576);
- Роберт Деверё, 2-й граф Эссекс, 3-й виконт Херефорд (1566—1601);
- Роберт Деверё, 3-й граф Эссекс, 4-й виконт Херефорд (1591—1646);
  - Роберт Деверё, виконт Херефорд (1632 — ок. 1638).

## Виконты Херефорд (1550 год; восстановлен)
- Уолтер Деверё, 5-й виконт Херефорд (1578—1658);
- Лестер Деверё, 6-й виконт Херефорд (1617—1676);
- Лестер Деверё, 7-й Виконт Херефорд (1674—1683);
- Эдвард Деверё, 8-й виконт Херефорд (1675—1700);
- Прайс Деверё, 9-й виконт Херефорд (1664—1740);
- Прайс Деверё, 10-й виконт Херефорд (1694—1748);
- Эдуард Деверё, 11-й виконт Херефорд (ок. 1710 — 1760);
- Эдуард Деверё, 12-й виконт Херефорд (1740—1783);
- Джордж Деверё, 13-й виконт Херефорд (1744—1804);
- Генри Деверё, 14-й виконт Херефорд (1777—1843);
  - достопочтенный Генри Корнуолл Деверё (1807—1839);
- Роберт Деверё, 15-й виконт Херефорд (1809—1855);
- Роберт Деверё, 16-й виконт Херефорд (1843—1930);
- Роберт Чарльз Деверё, 17-й виконт Херефорд (1865—1952);
  - достопочтенный Роберт Годфри де Боуэн Деверё (1894—1934);
- Роберт Мило Лестер Деверё, 18-й виконт Херефорд (1932—2004);
- Чарльз Робин де Богун Деверё, 19-й виконт Херефорд (род. 11 августа 1975);
  - Наследник титула: достопочтенный Генри Уолтер де Богун Деверё (род. 11 февраля 2015), сын 19-го виконта.